# Ectopioglossa samriensis
Ectopioglossa samriensis är en stekelart som först beskrevs av Giordani Soika 1941.  Ectopioglossa samriensis ingår i släktet Ectopioglossa och familjen Eumenidae. Utöver nominatformen finns också underarten E. s. nigra.